# Gymnomerus laevipes
Gymnomerus laevipes ist eine Art aus der Ordnung der Hautflügler (Hymenoptera) innerhalb der Solitären Faltenwespen (Eumeninae). Sie ist die einzige Art der Gattung in der Paläarktis.

## Merkmale
Die Wespen erreichen eine Körperlänge von 9,5 bis 11 Millimetern (Weibchen) bzw. 8,5 bis 10,5 Millimetern (Männchen). Die Tiere sind gelb-schwarz gezeichnet, wobei das fünfte und sechste Tergit gelb gefärbt ist. Ihre Tegula sind hinten abgerundet. Ihr Hinterkopf ist verlängert, was ihren Kopf recht massiv erscheinen lässt.

## Vorkommen
Die Art kommt in Mittel- und Nordeuropa und in Südeuropa im Gebirge vor. Sie besiedeln verschiedene Lebensräume, wie etwa Gebüsche, Waldränder, Ruderalflächen und kommen auch in der Nähe des Menschen vor. Die Tiere fliegen zum Teil auch in zwei Generationen von Mitte Mai bis Mitte August. Sie sind in Mitteleuropa mancherorts häufig.

## Lebensweise
Gymnomerus laevipes legt ihre Nester hauptsächlich in den Stängeln von Brombeeren an. Dazu wird das Mark ausgenagt und die Zelle mit Lehm ausgekleidet. Letztendlich wird das Nest durch das Mark des Stängels verschlossen. Die Brut wird mit Larven von Rüsselkäfern der Gattung Hypera versorgt. Ist der Nahrungsvorrat verbraucht, verpuppt sich die Larve im Inneren der Zelle in einem gesponnenen Kokon am Markpfropfen. Die Überwinterung erfolgt im Larvenstadium. Die Art wird von den Goldwespen Chrysis fasciata,  Chrysis indigotea und Chrysis rutilans parasitiert. Eine Schlupfwespe, die offenbar Gymnomerus laevipes parasitiert, ist Xylophrurus augustus.